# 8161 Newman
8161 Newman è un asteroide della fascia principale. Scoperto nel 1990, presenta un'orbita caratterizzata da un semiasse maggiore pari a 3,1665768 UA e da un'eccentricità di 0,1678364, inclinata di 2,54398° rispetto all'eclittica.